# Oscar Rolando Cantuarias Pastor

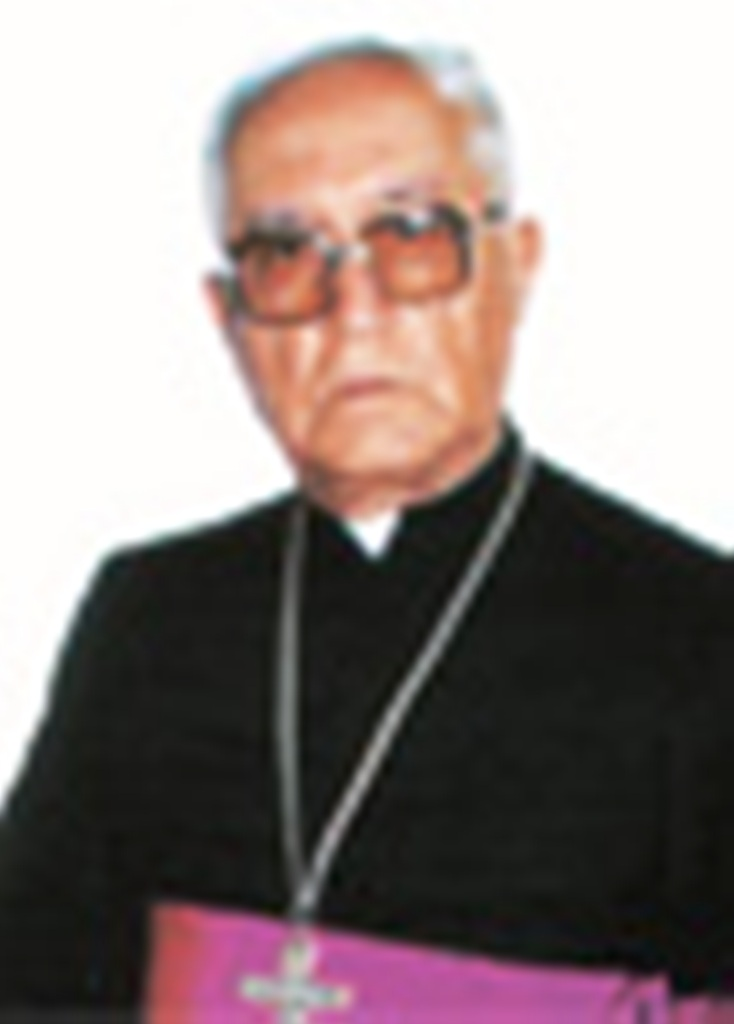
Oscar Cantuarias Pastor

Oscar Rolando Cantuarias Pastor (* 13. Mai 1931 in Ascope (La Libertad); † 8. November 2011 in Lima) war ein peruanischer Geistlicher und römisch-katholischer Erzbischof von Piura.

## Leben
Oscar Cantuarias Pastor studierte Philosophie und Theologie am Priesterseminar Santo Toribio de Mogrovejo in Lima. Er empfing am 17. Dezember 1955 die Priesterweihe und wurde in das Erzbistum Lima inkardiniert. 1958 wechselte er als Seelsorger in das Bistum Huacho. In Rom absolvierte er ein Studium der Religionssoziologie.
Papst Paul VI. ernannte ihn am 5. Oktober 1973 zum Bischof von Tacna. Der Erzbischof von Lima, Juan Kardinal Landázuri Ricketts OFM, weihte ihn am 2. Dezember desselben Jahres zum Bischof; Mitkonsekratoren waren Leonardo José Rodriguez Ballón OFM, Erzbischof von Arequipa, und Lorenzo León Alvarado OdeM, Bischof von Huacho. Papst Johannes Paul II. ernannte ihn am 9. September 1981 zum Erzbischof von Piura. 1982/83 hatte er mit den verheerenden Folgen des El Niño in seinem Bistum zu kämpfen. Er war Gastgeber von Papst Johannes Paul II. während dessen Auslandsreise in Peru 1985. 1990 war er Initiator der ersten Synode in Peru unter dem Motto „Lasst uns gemeinsam die Kirche bauen“ (Construyamos Juntos Nuestra Iglesia).
Am 11. Juli 2006 nahm Papst Benedikt XVI. sein altersbedingtes Rücktrittsgesuch an. Er starb an den Folgen einer Herzoperation und wurde auf dem Friedhof San Miguel Arcángel nahe der Kathedrale von Piura bestattet.

## Wirken
Erzbischof Oscar Cantuarias Pastor engagierte sich für die Frente de Defensa de los Intereses de Piura und setzte sich gegen die Ausbeutung des Landes und deren Bodenschätze zum Nachteil seiner Bewohner ein. Während des Bewaffneten Kampfes des Sendero Luminoso („Leuchtender Pfad“) führte er Märsche gegen den Terror an. Während des Konflikts zwischen Peru und Ecuador initiierte er einen Friedensmarsch.
Am 26. Januar 2007, während der 89. Vollversammlung der peruanischen Bischofskonferenz (CEP), erhielt er für seine Dienste im Namen der Kirche in Peru die Goldmedaille von Santo Toribio de Mogrovejo.